# Mürztal
Das Mürztal ist die Talung der Mürz im Nordosten der Steiermark.

## Geographie

### Zum Begriff, Lage, Landschaft und Gliederung

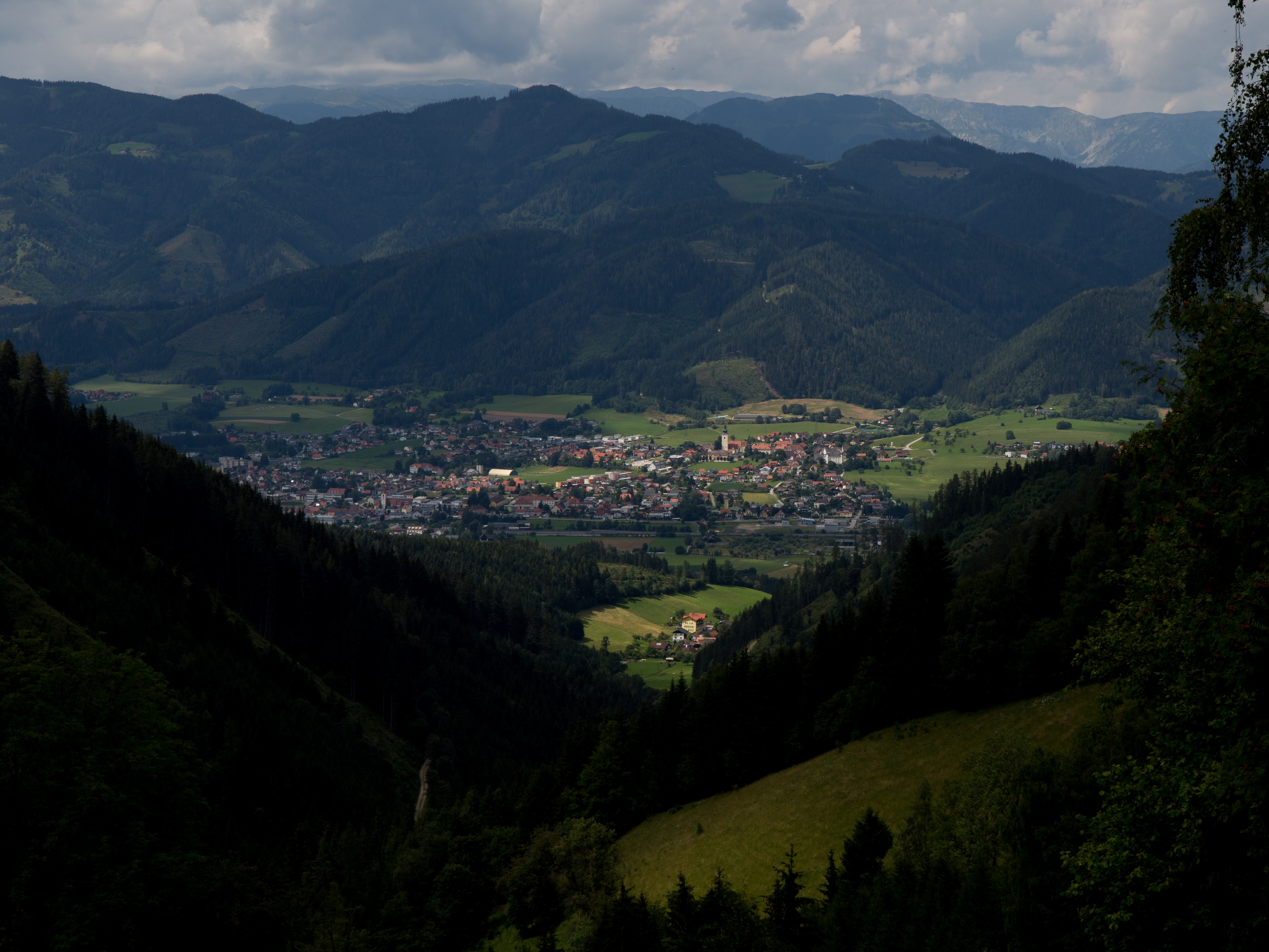
Sankt Marein und Sankt Lorenzen im Mürztal

Im Allgemeinen ist Mürztal der Name des gesamten Tales der Mürz. Die beiden Quellbäche, die Kalte Mürz und die Stille Mürz, entspringen im Raum zwischen Mariazell und Schwarzau, die Stille Mürz in Niederösterreich. Die Mürz entsteht am Zusammenfluss der beiden Quellbäche an der Landesgrenze zur Steiermark und fließt anfangs südwärts. Dieses Durchbruchstal durch die Hauptmasse der Nordalpen um Neuberg und Mürzsteg wird speziell Oberes Mürztal, oder auch Neubergertal genannt. Hier befindet sich auch der Naturpark Mürzer Oberland.
Unter Mürztal im engeren Sinne versteht man meist die Talung an der unteren Mürz, die bei Mürzzuschlag scharf nach Südosten knickt, und zur Mur bei Bruck geht. Dieses weite Trogtal ist Teil der Mur-Mürz-Furche zwischen Nordalpen und Zentralalpen und zieht sich ostwärts im Fröschnitztal weiter bis zum Semmering. Diese Talung ist im Süden durch die Fischbacher Alpen und im Norden durch die Mürztaler Alpen begrenzt (während man von den Bergen an der oberen Mürz von Mürzsteger Alpen spricht).
Dieses Tal gliedert sich in zwei Teilräume. Erst nach der Stadt Mürzzuschlag weitet sich das Tal der Mürz. Im Osten liegt das Mittlere Mürztal, das sich von Mürzzuschlag bis zur Enge von Wartberg, einem kurzen Taldurchbruch an einem Inselberg (Wartbergkogel), erstreckt. Hier liegen Langenwang, Krieglach und St. Barbara-Mitterdorf. Nach dem Durchbruch folgt das beckenartige Untere Mürztal, das sich ab Mürzhofen weitet, als Kernraum des Mürztal-Gebiets, mit Kindberg noch im Bereich der Talenge, St. Lorenzen, St. Marein und Stadt Kapfenberg, als größter Stadt neben Bruck. Bruck selbst bildet den Knoten von Oberem und Mittlerem Murtal mit dem Unteren Mürztal. 
Neben dieser naturräumlichen Gliederung gibt es auch eine, in der das ganze Gebiet oberhalb Wartberg als oberes Mürztal, und unterhalb unteres Mürztal genannt wird, das entspricht deren beiden lokalen Zentren, Bruck-Kapfenberg und Mürzzuschlag, wie das im heutigen Namen des Bezirks, Bruck-Mürzzuschlag, zu finden ist (ehemalige Bezirke Bruck an der Mur und Mürzzuschlag).
Das Mürztal gehört zur Tourismusregion Hochsteiermark in der Obersteiermark.

### Geologie
Das Mürztal ist ein Teil der Norischen Senke, zu der hier im Raum auch das Aflenzer Becken gehört (Teil des Zugs des Murparalleltals). Im Norden und Süden des Tales lagern jungtertiäre Sedimente des inneralpinen Tertiärs, die an die Mur-Mürz-Furche, eine tektonische Schwächezone der Erdkruste (tektonisches Lineament), gebunden sind. Die Terrassen im Talbereich aus Sanden und Schottern haben geringe Mächtigkeiten von bis zu zehn Metern; der Streifen der Talaue ist unterschiedlich breit. Innerhalb der quartären Sedimente verläuft ein geschlossener Grundwasserkörper, der an vielen Stellen mit der Mürz in Verbindung steht und von den Bergzügen gespeist wird.

### Klima
Das Klima ist inneralpin mit durch die allseite Gebirgsabschirmung niederschlagsarmer Tendenz, gegenüber dem Oberen Murtal aber durch die Weite und nach Osten zunehmende Sanftheit der Bergkämme nicht so ausgeprägt. Der Jahresniederschlag nimmt nach Osten signifikant zu, Bruck hat etwa 800 mm, Mürzzuschlag gut 1000 mm, Mürzsteg im oberen Mürztal schon über 1200 mm. Das Tal ist auch anfällig auf Inversionslagen, besonders im Winter teilweise extrem windarm und nur schwach durchlüftet, und hat deshalb oft Nebel; häufig ist auch Hochnebel mit etwa 80 Tagen pro Jahr. 
Daher sind bezüglich der Sonnenscheindauer die Höhenlagen begünstigt, der Talboden hat nur zwischen 25 und 30 %, die Mittelgebirgslage ab 1000 m Seehöhe 35–40 %.

## Geschichte und Infrastruktur
Das Mürztal zählt zu den wichtigsten Industrieregionen Österreichs. Beeinflusst war das durch Wasser- und Waldreichtum als Energiequelle, und insbesondere durch den nahen Erzberg. Der Stahlerzeuger Böhler-Uddeholm AG, aber auch die Papierfabrik Norske Skog und andere Großkonzerne haben sich hier angesiedelt.

### Verkehr
Verkehrstechnisch dient das Tal als Verbindungsachse zwischen der Obersteiermark und Wiener Becken, durch das Mürztal führt die Semmering Schnellstraße S6 bis über den Semmering (und weiter bis zur Südautobahn A2), parallel dazu die Südbahn, die Wien mit Bruck und weiter mit Graz und Klagenfurt verbindet. Von Mürzsteg bis Bruck an der Mur verläuft der Mürztalradweg entlang der Mürz.